# Nuoto ai Giochi della XX Olimpiade - 200 metri stile libero maschili
La competizione dei 200 metri stile libero maschili di nuoto ai Giochi della XX Olimpiade si è svolta il giorno 29 agosto 1972 alla Olympia Schwimmhalle di Monaco di Baviera.

## Programma
| Data           | Ora   | Round      | Note                         |
| -------------- | ----- | ---------- | ---------------------------- |
| 29 agosto 1972 | 10:00 | 7 Batterie | I migliori 8 tempi in finale |
| 29 agosto      | 18:40 | Finale     |                              |

## Risultati

### Batterie
| Pos. | Atleta                 | Nazione          | Tempo   | Pos F |
| ---- | ---------------------- | ---------------- | ------- | ----- |
| 1    | Michael Wenden         | Australia        | 1'56"66 | 7 Q   |
| 2    | Robert Nay             | Australia        | 1'57"69 | 14    |
| 3    | Viktor Mazanov         | Unione Sovietica | 1'57"92 | 15    |
| 4    | Hans Ljungberg         | Svezia           | 1'59"42 | 20    |
| 5    | Alfredo Carlos Machado | Brasile          | 2'00"14 | 22    |

| Pos. | Atleta            | Nazione          | Tempo   | Pos F |
| ---- | ----------------- | ---------------- | ------- | ----- |
| 1    | Vladimir Bure     | Unione Sovietica | 1'56"15 | 6 Q   |
| 2    | Georgij Kulikov   | Unione Sovietica | 1'57"04 | 11    |
| 3    | Pierre Caland     | Francia          | 2'00"75 | 28    |
| 4    | Michael Bailey    | Gran Bretagna    | 2'00"79 | 29    |
| 5    | Zbigniew Pacelt   | Polonia          | 2'01"28 | 33    |
| 6    | Arnaldo Cinquetti | Italia           | 2'01"78 | 35    |

| Pos. | Atleta                    | Nazione        | Tempo   | Pos F |
| ---- | ------------------------- | -------------- | ------- | ----- |
| 1    | Werner Lampe              | Germania Ovest | 1'55"97 | 4 Q   |
| 2    | Graham White              | Australia      | 1'58"60 | 17    |
| 3    | John Mills                | Gran Bretagna  | 2'00"17 | 23    |
| 4    | Fritz Warncke             | Norvegia       | 2'00"98 | 31    |
| 5    | Kamal Kenawi Ali Moustafa | Egitto         | 2'05"30 | 39    |
| 6    | Luis Ayesa                | Filippine      | 2'05"97 | 41    |

| Pos. | Atleta             | Nazione        | Tempo   | Pos F |
| ---- | ------------------ | -------------- | ------- | ----- |
| 1    | Klaus Steinbach    | Germania Ovest | 1'55"80 | 3 Q   |
| 2    | Wilfried Hartung   | Germania Est   | 1'56"95 | 9     |
| 3    | Gerardo Vera       | Venezuela      | 1'57"33 | 13    |
| 4    | Olaf von Schilling | Germania Ovest | 2'00"27 | 25    |
| 5    | Bernt Zarnowiecki  | Svezia         | 2'01"34 | 34    |
| 6    | Riccardo Targetti  | Italia         | 2'02"58 | 36    |
| 7    | Fawzi Burhma       | Kuwait         | 2'33"75 | 46    |

| Pos. | Atleta           | Nazione       | Tempo   | Pos F |
| ---- | ---------------- | ------------- | ------- | ----- |
| 1    | Fred Tyler       | Stati Uniti   | 1'56"04 | 5 Q   |
| 2    | Peter Bruch      | Germania Est  | 1'58"49 | 16    |
| 3    | Bruce Robertson  | Canada        | 1'59"02 | 19    |
| 4    | Marian Slavic    | Romania       | 2'00"23 | 24    |
| 5    | Colin Herring    | Nuova Zelanda | 2'00"29 | 26    |
| 6    | Ian MacKenzie    | Canada        | 2'01"22 | 32    |
| 7    | Hanspeter Würmli | Svizzera      | 2'03"14 | 37    |
| 8    | Roberto Strauss  | Messico       | 2'03"57 | 38    |

| Pos. | Atleta            | Nazione       | Tempo   | Pos F |
| ---- | ----------------- | ------------- | ------- | ----- |
| 1    | Steve Genter      | Stati Uniti   | 1'55"42 | 2 Q   |
| 2    | Brian Brinkley    | Gran Bretagna | 1'56"99 | 10    |
| 3    | Peter Prijdekker  | Paesi Bassi   | 1'58"78 | 18    |
| 4    | Rui Oliveira      | Brasile       | 2'00"48 | 27    |
| 5    | Roberto Pangaro   | Italia        | 2'00"97 | 30    |
| 6    | Sandro Rudan      | Jugoslavia    | 2'05"88 | 40    |
| 7    | Tomás Rengifo     | El Salvador   | 2'08"67 | 42    |
| 8    | Finnur Garðarsson | Islanda       | 2'08"88 | 43    |

| Pos. | Atleta          | Nazione      | Tempo   | Pos F |
| ---- | --------------- | ------------ | ------- | ----- |
| 1    | Mark Spitz      | Stati Uniti  | 1'55"29 | 1 Q   |
| 2    | Ralph Hutton    | Canada       | 1'56"84 | 8 Q   |
| 3    | Udo Poser       | Germania Est | 1'57"23 | 12    |
| 4    | Rolf Pettersson | Svezia       | 2'00"02 | 21    |
| 5    | Mark Crocker    | Hong Kong    | 2'12"85 | 44    |
| 6    | Samnang Prak    | Cambogia     | 2'13"34 | 45    |

### Finale
| Pos.    | Atleta          | Nazione          | Tempo   | Nota            |
| ------- | --------------- | ---------------- | ------- | --------------- |
| Oro     | Mark Spitz      | Stati Uniti      | 1'52"78 | Record mondiale |
| Argento | Steve Genter    | Stati Uniti      | 1'53"73 |                 |
| Bronzo  | Werner Lampe    | Germania Ovest   | 1'53"99 |                 |
| 4       | Michael Wenden  | Australia        | 1'54"40 |                 |
| 5       | Fred Tyler      | Stati Uniti      | 1'54"96 |                 |
| 6       | Klaus Steinbach | Germania Ovest   | 1'55"65 |                 |
| 7       | Vladimir Bure   | Unione Sovietica | 1'57"24 |                 |
| 8       | Ralph Hutton    | Canada           | 1'57"56 |                 |